# Rafi (partito politico)
Rafi (in ebraico : רפ״י, acronimo di Reshimat Poalei Yisrael, in ebraico: רשימת פועלי ישראל, lett. Lista dei Lavoratori Israeliani) è stato un partito politico di sinistra israeliano fondato da David Ben-Gurion nel 1965. Nel 1968 Rafi era uno dei tre partiti che furono assorbiti nel Partito Laburista Israeliano o Avoda. 

## Storia
Durante la quinta legislatura della Knesset, David Ben-Gurion e altri sette membri del Mapai al potere hanno lasciato la fazione Mapai il 14 luglio 1965 e hanno fondato la Lista Rafi. Uno dei motivi principali era legato a Pinhas Lavon durante l'Affare Lavon. Con l'istituzione come lista, i fondatori volevano mantenere aperta la possibilità di tornare al Mapai se la situazione politica fosse cambiata. Anche l'unione del Mapai con Achdut haAvoda per formare l'Allineamento fu un motivo per separarsi.
Nelle elezioni in Israele nel 1965, Rafi raggiunse il 7,9% avendo quindi dieci membri nella sesta legislatura della Knesset. Nessun partito in Israele ci era riuscito prima che non avesse le sue radici nel tempo prima della dichiarazione d'indipendenza israeliana. Prima dello scoppio della Guerra dei sei giorni, Rafi e Gachal negoziarono la formazione di un governo di coalizione per sostituire il governo di Levi Eshkol e per spezzare il potere del Mapai. A causa del costante decadimento di Levi Eshkol in pubblico e della conseguente perdita di reputazione, fu finalmente costretto a formare un governo di unità nazionale allo scoppio della Guerra dei sei giorni. Anche il partner della campagna Gachal ha preso parte, ma David Ben-Gurion non è stato accettato nel governo, mentre invece è entrato Moshe Dayan.
David Ben-Gurion non partecipò alla fusione con Mapai e Achdut haAvoda il 23 gennaio 1968 per formare Avoda e rimase come membro non iscritto della Knesset fino alla fine della legislatura.